# Ismail I.
Ismail I. (perz. شاه اسماعی; Ardabil, 17. srpnja 1487. – Tabriz, 23. svibnja 1524.), šah Irana, osnivač safavidske dinastije i jedan od najvažnijih vladara u iranskoj povijesti.
Rođen je u Ardabilu na sjeverozapadu Irana u obitelji kizilbaša, šijitskih ratnika koji su vodili dugogodišnje ratove protiv većinskih sunita. S četiri godine Ismail je izgubio oca Šejha Hajdara koji je poginuo prilikom spomenutih vjerskih borbi, a sljedećih deset godina šijiti su zbog straha od sunitske odmazde skrivali njegovu obitelj. Godine 1501., u dobi od svega 14 godina, Ismail je postao vođom kizilbaša, zauzeo grad Tabriz i proglasio se iranskim šahom. Ubrzo je u potpunosti porazio dinastiju Ak Koyunlu koja je kontrolirala Iransku visoravan i veće dijelove Mezopotamije, a 1510. krenuo je i u pohod u Središnju Aziju gdje je porazio Uzbeke i zauzeo grad Marv.
Iranski identitet pokušao je učvrstiti općim preobraćenjem iranskog stanovništva sa sunitizma na šijitizam što je 1514. izazvalo sukob s uspinjućim Osmanskim Carstvom na zapadu. U bitci kod Čaldirana iranska vojska teško je poražena protiv brojčano jače i kvalitetnije opremljene osmanlijske vojske što je dotad neporaženom Ismailu zadalo veliki moralni udarac. U osmanlijske ruke nakratko je pala i iranska prijestolnica Tabriz, ali njihovi daljnji prodori prema istoku bili su spriječeni. Do svoje smrti 1524. godine Ismail je učvrstio sjeveroistočne granice u Horasanu i zauzeo Gruziju u kavkaskoj regiji. Naslijedio ga je sin Tahmasp I. koji će vladati safavidskim Iranom duže od pola stoljeća.
Vladavina Ismaila I. od velike je povijesne važnosti zato što Iran u novi vijek ulazi pod domaćom safavidskom dinastijom, nakon 200 godina dominacije mongolsko-turkijskih dinastija na Iranskoj visoravni. Safavidi će vladati Iranom još dva stoljeća nakon Ismailove smrti i imat će značajan utjecaj na razvoj iranskog društva, religije i međunarodnih odnosa. Novovjekovni iransko-turski ratovi koji su započeli bitkom kod Čaldirana nastavit će se još 300 godina čime će se oblikovati i današnje granice Irana, Turske i Iraka. Proces šijitizacije iranskih muslimana kojeg je započeo Ismail nastavio se i nakon njegove smrti, a rezultirao je promjenom religijskog zemljovida u široj regiji sve do današnjeg dana - Iran, Azerbajdžan, Irak i Bahrein su većinski šijitske zemlje.

## Poveznice
- Safavidsko Carstvo
- Šijiti

| Prethodnik:                                            | Iranski šah (safavidska dinastija) (1501. - 23. svibnja 1524.) | Nasljednik: |
| Alvand bin Jusuf bin Uzun Hasan (Dinastija Ak Koyunlu) | Iranski šah (safavidska dinastija) (1501. - 23. svibnja 1524.) | Tahmasp I.  |